# Rungia tonkinensis
Rungia tonkinensis är en akantusväxtart som beskrevs av Raymond Benoist. Rungia tonkinensis ingår i släktet Rungia och familjen akantusväxter. Inga underarter finns listade i Catalogue of Life.